# Georges Rocher
Pour les articles homonymes, voir Rocher.
Georges Rocher (11 novembre 1927 à Casablanca- 5 mars 1984 à Quimperlé) est un peintre français.

## Biographie
Georges Rocher est né à Casablanca (Maroc) le 11 novembre 1927
- à 8 ans (1935) : il est élève du peintre portraitiste Maurice Reiff
- à 10 ans (1937) : élève du Professeur Brindeau, directeur des Beaux-Arts de Casablanca
- à moins de 16 ans (1943) : exposition au « Salon de l’Automobile Club » de Casablanca
- 1944 : présentation d’une trentaine de toiles à la Galerie DERCHE et exposition au « Salon des artistes indépendants » de Casablanca
- à 17 ans (1945) : élève-libre de l’École nationale des Beaux-Arts de Paris, chez Maître Souverbie, membre de l’Institut
- 1947 : admis comme élève-titulaire de l’École nationale des Beaux-Arts après le succès au concours
- 1948 : prix Hors Concours au « Salon d’Automne » de Paris
- 1950 : après quatre années d’études aux Beaux-Arts, service militaire à Casablanca
- 1953 : exposition à la « Galerie des Quatre Vents » de Casablanca
- 1954 : vie et peinture à Paris, en Auvergne, dans le Midi, en Béarn, dans les Vosges, au Portugal…
- 1956 : exposition au « Salon d’Automne » de Paris où l’une de ses toiles est primée
- Jusqu’en 1960 : vie parisienne, découverte des quartiers Saint-Michel, Montparnasse, Montmartre. Peinture et petits métiers…

- À partir de ... [...] ... Georges Rocher tombe amoureux de la Bretagne…

(en cours de rédaction)…
Toujours en mouvement, posant son chevalet aussi bien en Auvergne, province d'origine de sa famille, que dans les montagnes des Vosges, il devient véritablement le peintre de la Bretagne en se fixant dans une région qui le marque profondément.
Appréciant Théodore Botrel et amoureux des côtes du Finistère mais aussi des sous-bois de Brocéliande et d'Huelgoat, il saura restituer les beautés de sa région d'adoption.
Il ne dédaignera pas pour autant natures mortes, portraits et fleurs en bouquet.
Georges Rocher est décédé à Quimperlé le 5 mars 1984.

## Livre sur son œuvre
Un livre (intitulé Georges Rocher) est paru en 1992 aux éditions Bargain, à l'initiative de Jean-Paul Crinquette et préfacé par Charles Le Quintrec. Il présente de nombreuses reproductions photographiques des œuvres de l'artiste.
On y voit aussi son évolution, ses influences, sa vision du monde, de son monde.
La peinture de Georges Rocher se trouve dans nombre de galeries et collections privées, mais aussi aux États-Unis et au Japon, pays qui ont su apprécier le peintre de la nature et de ses couleurs.